# 福音堂 (江油)
福音堂是一座位於四川省綿陽市江油市中埧鎮的基督教新教教堂，初建於1894年，原為聖公會教堂，屬聖公會西川教區。

## 歷史

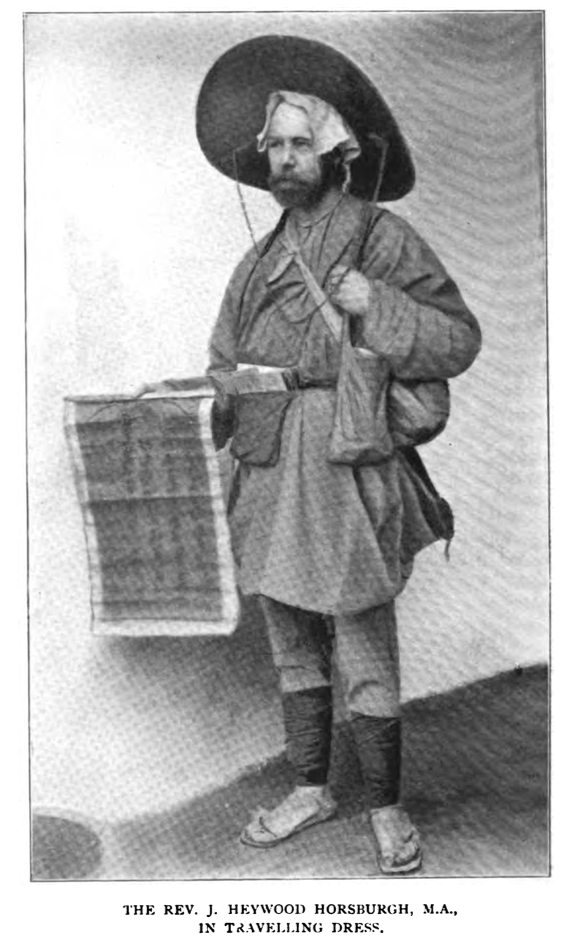
何詩白

1891年，英國聖公會差會傳教士何詩白（James Heywood Horsburgh）及隨行十一人入川。該會主要在綿州、中埧、安縣、綿竹、新都等川西地區傳教。他們於1894年在中埧修建了差會的第一座教堂，即今江油福音堂的前身。
共產黨上台後，於1954年設立三自愛國教會，福音堂被納入三自體系從而斷絕了與母會聖公會的聯繫。2008年汶川大地震時，福音堂損毀嚴重，2011年開始重建工作，建築風格設計為哥德復興式樣。由於資金匱乏，直到2013年重建仍未完成，堂區教徒被迫時常更換聚會地點。